# Gambit (képregényszereplő)
Gambit (Remy LeBeau) egy kitalált szereplő, szuperhős a Marvel Comics képregényeiben, az X-Men csapat egykori tagja. A karaktert Chris Claremont író, valamint Jim Lee és Mike Collins grafikusok alkották meg. Első ízben az Uncanny X-Men 266. számában jelent meg 1990 augusztusában. 2008-ig két kezdeményezés is történt egy saját képregény sorozat indítására Gambit főszereplésével. Két minisorozatot azonban kapott, valamint fontos szerepet játszott az Apokalipszis Kora alatt az X-Erő füzetek helyett megjelenő Gambit & the X-Ternals című kiadványokban.
Gambit egy mutáns, aki képes uralni a kinetikus energiát. Ezenkívül képzett a kártyahajításban, a közelharcban és a bot forgatásában.
Kevés X-Men bízott meg az egykori tolvajban, amikor belépett a csapatba. Ez gyakran okozott feszültséget közte és szerelme, Vadóc között, akivel sokáig se veled, se nélküled kapcsolatot ápolt. A helyzet tovább romlott, amikor a gonosz Mister Sinisterhez fűződő kapcsolata napvilágra került. Néhány csapattársa azonban elhiszi, hogy Gambit őszintén megváltást keres.
Gambit, az X-Men önjelölt nőcsábásza az évek során megmutatta az érzékenyebb oldalát is, különösen Vadóccal szemben. Gambit különösen büszke louisianai származására, és erős cajun akcentussal beszél.
Régebben erős dohányos volt, csakúgy mint Rozsomák. Ám a kiadó későbbi dohányzás-ellenes politikájának köszönhetően, mindketten "leszoktak".
Bár Gambit nem szerepelt az első három X-Men filmben, a X-Men kezdetek: Farkas c. filmben látható Taylor Kitsch alakításában.

## A megjelenés története
Gambit szerepelt az X-Men rajzfilm sorozatban és több videójátékban. Két önálló sorozatban is szerepelt, 1998-tól 2001-ig illetve 2004-től 2005-ig. Volt két saját minisorozata is, az első 1993-ban jelent meg, a második 1997-ben, valamint vendégszerepelt további két minisorozatban, 1995-ben a "Rozsomák/Gambit"-ben, és 2001-ben a "Bishop és Gambit"-ben. Továbbá az 1995-ben kiadott "Gambit & the X-Ternals" c. sorozatban is megjelent egy csapat renegát mutáns vezetőjeként, akik a törvényen kívül éltek az Apokalipszis Kora alatt.

## A karakter története
|  | Alább a cselekmény részletei következnek! |

### A kezdetek
Remy LeBeau a Louisiana állambeli New Orleansban született. Gyerekkorában elrabolták a kórházból, ahol a LeBeau Klán nevű Tolvaj Céh nevelte, és tiszteletdíjként átadták a Műgyűjtőnek.
A gyermeket úgy nevezték, "le diable blanc" ("a fehér ördög"), és úgy hitték, ő teljesíti be a jóslatot a marakodó Tolvaj és Bérgyilkos Céhek egyesítéséről. Később Remy a Fagan Galeri nevű utcai banda gondozásába került, akik felnevelték, és megtanították a tolvajmesterség fogásaira. Egy nap az utcán élő 10 éves, árva Remy megpróbálta kizsebelni Jean-Luc LeBeaut, a Tolvaj Céh akkori fejét. Jean-Luc végül örökbefogadta a gyermeket az utcáról a saját családjába.
Remy bio-kinetikus feltöltési képessége tinédzser korában jelentkezett először, de titokban tartotta a családja és barátai elől. Félreeső helyeken gyakorolt, ahol nem láthatta senki. 15 éves korában elkísérte a legjobb barátját, Etienne Marceaux-t, a "Szántására", ami a Tolvajok Céhének beavatási szertartása. A dolgok azonban rosszra fordultak, mivel a célpontjuk, akit meg kellett volna lopniuk Candra volt, a halhatatlan mutáns, aki fogságba ejtette őket. Candra felismerte Remy-t egy múltbeli találkozásból, ami csak Remy jövőjében fog bekövetkezni (a felnőtt Remy egy XIX. századi időutazó küldetésének köszönhetően). Candra eladta őket a torz mutáns, gyermekrabszolga-kereskedőnek, akit csak Disznóként ismertek. Disznó a korukbeli gyerekekkel együtt tovább akarta adni őket a HYDRA-nak katonának. Remy képességének segítségével megszöktek a ketrecükből, de a fizikailag megerősített Disznó hamar utolérte őket. Remy ekkor találta ki a később jellegzetessé vált támadását. Felkapott egy kártyalapot, amit Etienne ejtett el, feltöltötte, és Disznó arcába dobta megvakítva ezzel. Végül a szikla tetején levő börtönükből a tengerbe ugorva szöktek el. Remy életét megmentette a Tolvaj Céh, ám Etienne vízbe fulladt.
A Tolvaj és Bérgyilkos Céhek kibékítésének érdekében Remy elvette Bella Donna Boudreaux-t, a Bérgyilkosok vezérének unokáját, akivel 8 éves korában ismerkedett meg. Ám az esküvő után a lány bátyja, Julien párbajra hívta. A párbaj során Gambit megölte Julient, amiért száműzték a városból. Ez a kapcsolatának végét jelentette Bella Donnával.

### A Mutáns Mészárlás
Miután száműzték New Orleans-ból, Gambit a világot járta, és hivatásos tolvajmesterré vált, ezalatt számos kapcsolatra (és ellenségre) tett szert. Ekkoriban kezdte észrevenni, hogy egyre kevésbé tudja kordában tartani a rajta keresztül áramló energiákat. Egy idő után már nem bírta tovább, és kétségbeesésében felkereste Mister Sinistert, hogy segítsen neki. Sinister megváltoztatta Gambit erejét. Jelentősen legyengítette, ám lehetővé tette számára, hogy uralja a benne buzgó, továbbra sem elhanyagolható mennyiségű energiát.
Sinister azonban kért cserébe pár szívességet, így Gambit egy ideig neki dolgozott. Az utolsó küldetéseként egy csapat zsoldost toborzott, akiket Sinister Martalócoknak nevezett el. A csapatban volt a Kardfogú nevű mutáns is. Gambit parancsot kapott, hogy vigye le a csapatot New York csatornáiba. Kardfogú, (Blockbuster), Prizma és Szökőár élén le is vonult, mialatt - Gambit tudtán kívül - Skalpvadász, Ívfény, Szigony, Malícia, Zavaró és Vertigo a Morlock Tommy vezetésével szintén oda tartott. A csapat célja a Morlockok kiirtása lett volna. Gambit nem tudta megakadályozni, hogy a Martalócok számos Morlockkal végezzenek, ám egy gyermeket sikerült megmentenie. A lány neve Sarah volt, akit felnőttként Velőként fognak ismerni, és ő lesz a Génnemzet nevű mutáns terrorista csoport vezetője. Gambit sokáig titokban tartotta ezt a titkos küldetést X-Men társai elől.

### X-Men
Kalandozásai során a nagyvilágban Gambit találkozott a megfiatalított és képességeitől megfosztott Viharral, akinek segített megszökni az Árnykirály markaiból. A későbbiekben még Vihar segítségére sietett a Dadus és az Árvagyáros elleni küzdelmekben is. A fiatal, amnéziás Vihar tolvajlásra adta a fejét, hogy életben maradjon, ám végül Gambit oldalára állva visszatértek az X-Menhez. Nem sokkal később Gambit segített az X-Mennek, az X-Faktornak és az Új Mutánsoknak a Genoshaiak ellen. Rozsomák azonban továbbra is kételkedett a cajunben, ami végül kettejük párbajához vezetett az X-Men edzőtermében. Gambitnek sikerült legyőznie Rozsomákot, egy Halálcsapásnak látszó robot hasonmás segítségével, aki elterelte Rozsomák figyelmét. Gambit ezalatt kihasználhatta Rozsomák korábbi sérüléseit, amit a Hiénák okoztak neki.
Gambitot és az X-Ment később a Siár galaxisba vitte Lila Cheney. Az X-Men és a Csillagjárók oldalán Gambit megküzdött Halálmadárral, a Birodalmi Gárdával, és egy osztag Harci Skrullal. Amikor visszatértek a Földre, az X-Men és az X-Faktor oldalán megküzdött az Árnykirállyal, bár egy időre az Árnykirály befolyása alá került.
Amikor az X-Men eredeti öt tagja újra összeállt, és a csapat két osztagra bomlott, Gambit a Kék csapat tagja lett Küklopsz vezetése alatt. Az X-Men soraiban megküzdött Magnetóval, Magneto újonnan toborzott Akolitusaival, Fenrisszel, a Kézzel, a Vörös Omegával, a Kardfogúval, és Mojoval. Harcolt Bishop ellen, és egy ízben megtámadta az elidegenült felesége, Bella Donna is. Gambit elmesélte, hogyan menekült el New Orleansból, miután önvédelemből megölte sógorát. Az X-Men soraiban találkozott először a második Szellemlovassal (Daniel Ketchcsel). Csatázott a Fészek Királynő és a Fészek által megszállt Szellemlovas ellen, valamint szemtanúja volt exfelesége, Bella Donna halálának.
Gambit érdeklődését felkeltette egyik csapattársa, nevezetesen Vadóc. Vadóc távolságtartó viselkedése és irányíthatatlan képessége ellenére - miszerint veszélytelenül senki nem érintheti meg - flörtölni kezdett a lánnyal. A flörtölésből később bimbózó románc lett. Érdekes módon kettejük kapcsolatát a szerzők eredetileg csak egy egyszeri fellobbanásnak szánták, mégis az X-Men sorozat egyik leghosszabban tartó és a legnépszerűbb párja lettek. A népszerűségi listán egyedül Jean Grey és Küklopsz előzi meg őket az X-Menből. Bár Gambit korai "udvarlásai" során nagyon komolytalannak tűnt, és Vadóc igen agresszíven elutasította, a későbbi számokban kiderült, hogy a hencegő virtuskodásai mögött őszinte, gyengéd érzelmek húzódtak. Hasonlóképp, Vadócot sem hagyta hidegen Gambit figyelmessége, ő maga is vonzódott a férfi iránt.
Pár évnyi kiadvánnyal később derült ki Remy sötét titka. Kardfogú párszor célozgatott rá, amíg az X-Birtokon tartózkodott. Vadóc rá is kérdezett, hogy árulja el, mit tud Gambit múltjáról. Remyt elfogták, és egy látszatpert indítottak ellene, melyet Magneto, a mágnesesség ura tartott Vörös Eriknek álcázva magát. Vadócot utasították, hogy csókolja meg Gambitet, ezáltal megtudta, hogy ő állítótta össze a Martalócokat Mr. Sinister számára, akikkel később megölték a legtöbb Morlockot. Ám az is kiderült, hogy megmentett egy lányt a mészárlás elől. A magába szívott felfedezés és bűntudat hatására Vadóc szakított a férfival. Az X-Men is kiközösítette, és az Antarktisz fagyos pusztáin hagyták.
Halálra éhezve és a szerelme árulásától kísértve Gambit visszaindult Magneto fellegvára felé, ahol találkozott egy Mary Purcell nevű halott mutáns pszionikus szellemével. A szellemlény egyesült vele, és életben tartotta, amíg elérte a Vadföldet, egy rejtett őserdőt a jeges puszta közepén. Ott Remy alkut kötött egy titokzatos lénnyel, aki az Új Gyermeknek nevezte magát. Hogy visszatérhessen Amerikába, Gambit beleegyezett, hogy az Új Gyermeknek fog dolgozni egy barátja, Jacob Gavin Jr. segítségével.
Amikor Gambit lelkének lenyomata elhalványodott, Vadóc hónapokig kereste a férfit, de mindhiába. Gambit újra találkozott az X-Mennel, amikor megpróbálta ellopni új munkaadójának a legendás Cyttorak Karmazsin Kövét (Crimson Gem of Cyttorak). Vadóc és a saját önbecsülése kedvéért beleegyezett, hogy visszatér a csapatba. Még egy osztag vezetőjévé is kinevezték. Vadóc iránti szerelme mit sem változott, de a lány visszautasította, mert féltette, nehogy kárt okozzon vele benne irányíthatatlan képességével.
Ezalatt az Új Gyermek felfedte valódi kilétét. Vadászjátékot szervezett egy maroknyi szuperképességű zsoldos számára, ahol Remy volt a célpont. Próbálkozása kudarcot vallott, és Remy megtudta, hogy az Új Gyermek saját maga egy párhuzamos valóságból. Abban a valóságban az Új Gyermek kinetikus energiái zabolátlanul elszabadultak, megégette a világot, és megölt mindenkit, csak ő maradt életben. Eme hihetetlen erő volt a névadója: az Új Nap - és nem Új Gyermek, ahogy Remy értette.

### Bishop jövője
Bishop a jövőbeli idősíkján egy videófelvételre bukkan, amin Jean Grey hisztérikusan figyelmeztetni próbál minden X-Ment. Azt mondja, az X-Ment elárulta egy "belső tag". A felvételen úgy tűnik, ő az utolsó túlélő, végül őt is megölik. Bishop feldúltan felkeresi a "Tanút", a férfit, aki állítólag utolsóként láthatta az egykori X-Ment. Egy kastélyszerű épületbe vezet az útja, ahol találkozik egy öreg, aszott, ám merész férfival. A hosszú ősz hajú alak egy trónuson gubbaszt, melyet két szőke nő fog közre. Amikor Bishop nekiszegezi a kérdést, hogy ki pusztította el az X-Ment, a Tanú úgy tesz, mint aki tudja, de nem akarja megmondani, és kidobja Bishopot a kastélyból.
Amikor Bishop eljön az X-Mennel az eredeti idősíkjára, találkozik Gambittel, akiről meg van győződve, hogy ő ugyanaz a személy, mint akivel a jövőben találkozott, és az Áruló, aki elpusztította az X-Ment nem lehet más, mint Gambit. Jó ideig figyeli minden mozdulatát, míg végül meg nem bizonyosodik róla, hogy nem Gambit volt az áruló. Az is kiderül, hogy az X-Men kiirtásáért valójában Onslaught a felelős, azt azonban nem tudjuk meg, hogy miért nevezik Gambitet Tanúnak Bishop idősíkján. Az X-Men: Messiah Complex képregénysorozatban a Tanút megölik a Martalócok, hogy senki se maradhasson életben, aki ismeri a jövőt.

### X-Trém X-Men: XSE
Amikor Vihar egy csapat X-Mennel Sors naplóinak, a tizenhárom kötetes Igazság Könyveinek keresésére indult, Gambit jelentkezett, hogy szeretne csatlakozni, ám Vadóc - attól tartva, hogy az egyre labilisabbá váló képességével kárt okozhat benne - egyszerűen elutasította, hogy velük tartson. Gambit így visszatért a tolvajláshoz, de nem sokkal később a mutáns üzletember Sebastian Shaw megvádolta egy Viceroy nevű ausztrál maffiavezér meggyilkolásával. Vadóc, Vihar X-Trém X-Men nevű csapatának és a Vörös Lótusz nevű, egykori Triád tagnak a segítségével Gambitnek sikerült tisztáznia a nevét.
Nem sokkal később Remy az X-Mennel egy idegen invázió elleni csatába csöppent, melyet a dimenziók közti hadúr, a Kán vezetett a Föld ellen, hogy összeállítsa a hét ékkőből álló "Madripoor Készletet". Az X-Trém X-Men ellensége, egy Vargas nevű fejlett ember, kihasználta az inváziót, hogy további tagokat vadásszon le Vihar csapatából, Vadóc és Gambit nyomába eredt. Vadóc megpróbálta megvédeni Remyt Vargas kardjától, ám ő hűségük jutalmaként mindkettejüket keresztül döfte. A sérülést mindketten túlélték, de (egy időre) elvesztették mutáns képességeiket. Ezt kihasználva a pár elhatározta, hogy megpróbálnak hétköznapi életet élni, rendbehozni a kapcsolatukat, és egy időre visszavonultak az X-Menből.

### Visszatérés
Gambit és Vadóc visszatért az X-Menbe nem sokkal azután, hogy Sage visszaállította Remy képességeit. Ekkor Plazma csapatába kerültek. Az első küldetésükön Gambit ideiglenesen megvakult az egyik feltöltött kártyájától, ami az arca előtt robbant fel. Vadóc megpróbálta vigasztalni a lábadozó Gambitet, de a kapcsolatuk ismét feszültté vált, ahogy a férfi egyre frusztráltabbá vált a vaksága miatt, valamint attól, hogy Vadóc képességeinek visszatérte óta nem érintkezhettek. Egyre többet támadta Vadócot, mire a lány ismét mosolyszünetet tartott kettejük között. Bár a látását elvesztette, Gambit kifejlesztett egy képességet, aminek segítségével képessé vált olvasni a kártyáiban, mintha csak tarot kártyák lennének. Ennek segítségével sikerült megjósolnia egy támadást a Testvériség által. Nem sokkal később, a karácsonyi ünnepek alatt Vadóc megkérte Sage-et, hogy újra indítsa be Gambit képességeit. A folyamat eredményeként sikerült helyreállítania a látását is.
A Golgota történetszál alatt, Gambit súlyos bizonytalanságot mutatott a Vadóccal ápolt kapcsolatát illetően. Beismerte, hogy az érintkezés hiánya talán jobban megviseli, mint gondolta. Sőt egyenesen javasolta a lánynak, hogy jöjjön össze Logannel, mert úgy érezte, valami titkos vonzalom van kettejük között. A vád hatására Logan megcsókolta Vadócot, de a lány kiszakította magát, mielőtt komoly sérülést okozott volna. Gambitnek ekkor esett le, hogy mit is mondott, ami megkérdőjelezte Vadóc iránti szeretetét. Később hallucinációi jelentkeztek, melyekben Mister Sinister ellen küzd. Gambit és Vadóc rájöttek, hogy Golgota hatására mondtak dolgokat, melyeket nem gondoltak komolyan, és a történet végső összecsapása előtt az űrruhájuk sisakján keresztül "csókolóztak".
Az X-Birtokra visszatérve Gambit és Vadóc közös szobába költözött, hogy megpróbáljanak egy kis meghittséget csempészni a mindennapjaikba, és elkezdtek egy telepatikus terápiát Emma Frosttal. Ezalatt rájöttek, hogy az őket nyomasztó érzelmi terheikkel mentálisan sem voltak felkészülve a fizikai érintkezésre. A helyzet később még feszültebbé vált, amikor egy Foxx nevű új tanuló Gambit csapatába került, és megpróbálta elcsábítani a férfit.

### Az Apokalipszis Lovasa
Vadóc mostohaanyja Rejtély elégedetlen volt Vadóc partner választásával, és belopakodott Xavier Intézetébe egy Foxx nevű tanuló alakjában. Csatlakozott Gambit csapatához, hogy megpróbálja tönkretenni kapcsolatát Vadóccal. Látván, hogy Gambit ellenáll a bájainak, Rejtély visszaváltozott eredeti alakjába, és valami sokkal ellenállhatatlanabb ajánlatot tett: Vadóc alakját vette fel, egy olyan Vadócét, akivel igazi, testi kapcsolatot is létesíthet. Azt állította, hogy csak segíteni akart levezetni a két szerető közt egyre növekvő frusztrációkat mondván, legalább egyikük kiélheti testi vágyait. Vadóc végül felfedezte anyja jelenlétét az iskolában, és azt is, hogy Gambit tudott erről. Gambit azóta is tagadja, hogy lefeküdt Rejtéllyel, de az állítását nem tudja bizonyítani.
Apokalipszis visszatérése után Gambit behódolt a gonosztevőnek, aki átváltoztatta az egyik Lovasává: a Halállá. Gambit megpróbált beépülni Apokalipszis soraiba, hogy megvédhesse az X-Ment a Sötét Úr jövőbeli árulásától, de elszámította magát. Az átváltoztatás során az elméje is eltorzult, nemcsak a teste. Amikor Halállá változott, Gambit haja hófehér, bőre pedig éjfekete lett. Hiába facsarta ki mind a testét, mind a lelkét Apokalipszis, Gambit képes volt megőrizni korábbi énjének jelentős részét. Ahogy Apokalipszisnek mondta: "Én épp úgy Gambit is vagyok, mint Halál." Vadóc iránt érzett szerelmére is emlékezett, és képtelen volt megölni. Amikor Gambit és Naptűz visszatért Xavier Intézetébe, hogy elhozzák Polarist, Gambit megpróbálta megölni Vadócot, hogy teljesen elszakadjon a régi énjétől. Kis híján sikerrel járt, de Pulzus megakadályozta Gambit képességeinek blokkolásával.
Miután az X-Men legyőzte Apokalipszist, Naptűz Gambittel tartott, hogy segítsen neki kitisztítani Apokalipszis agymosásának hatásait, és megújult emberekként éljenek. Ám ekkor megjelent Mister Sinister...

### Martalócok
Gambit (feltehetőleg Mr. Sinister segítségével) visszanyerte eredeti alakját és képességeit, majd újra felbukkant a Martalócok soraiban. Egy küldetésen, melyen Mr. Sinister számára kellett információkat szereznie a jövőről, Gambit és Naptűz találkozott Kábellel a nemrégiben kiürített Province szigetén. Az összecsapás előtt Gambit azt mondta: "Egy barátom segített megszabadulni a vadiúj kinézetemtől." Majd megkérte Kábelt, hogy használja a szuperszámítógépét egy kérdés megválaszolására, amiben az "egy perccel hajnal előtt" kifejezés szerepelt. (Ez a nem sokkal később megjelent X-Men: Messiah Complex című történetszálhoz kapcsolódott.) Végül Gambit és Naptűz megtámadta Kábelt, akinek muszáj volt élesítenie az önmegsemmisítő berendezését, elpusztítva az egész szigetet. Gambit és Naptűz üres kézzel távozott. A csata során Kábel megjegyezte, hogy Gambit akcentusa nem természetes. Nem tudta, hogy ezt szándékosan csinálta-e, vagy nem minden tért vissza a régi kerékvágásba Gambitnél. Amikor visszatértek Mr. Sinister bázisára, hogy megvitassák a további teendőket, nekiesett Rejtélynek, amiért lelőtte Vadócot, miközben elrabolták. Egyedül Mr. Sinister tudta lenyugtatni, aki biztosította, hogy a lány életben fog maradni, hisz még szükségük van rá.
 Egy összecsapás során Ágyúgolyóval és Jégemberrel, megsajnálta a legyőzött Ágyúgolyót. Közbelépett, amikor Skalpvadász meg akarta ölni, ezzel megmentette a biztos haláltól. Ezenkívül elpusztította Sors naplóit, keresztülhúzva Mr. Sinister és a Martalócok számításait.

### A Messiah Complex történet
Gambitet személyesen szemelte ki Rozsomák az X-Men támadása során Sinister antarktiszi bázisa ellen. Miután a kanadai mutáns megkínozta, Gambit elárulta, hogy Kábelnél van a gyermek (aki körül a történet forog), még mielőtt Sinister rendezte sorait, és kiűzte az X-Ment Gambittel. Később, amikor Bishop meg akarta ölni a gyereket (miután mozgásképtelenné tette Kábelt), Gambit néhány Martalóccal megállította. Gambit a fejére robbantotta a mennyezetet. A Martalócok gyorsan távoztak a gyerekkel, még mielőtt megérkeztek az X-Men tagjai.Gambit nem értette, mi vehette rá Bishopot, hogy az X-Men ellen forduljon.
A Cerebro segítségével az X-Men lenyomozta Gambitet, és megtudták, hogy a Martalócok búvóhelye a Muir-szigeten van. Amit nem tudtak, hogy Gambit szándékosan hagyta, hogy lenyomozzák. A jelek szerint Rejtélynek és Gambitnek saját tervük volt az újszülött mutánssal. Ezt támasztotta alá, hogy Gambit egyáltalán nem lepődött meg, amikor átadta a gyereket Sinisternek, aki felfedte, hogy valójában Rejtély. A valódi Sinister pedig döbbent tekintettel a padlón feküdt. Rejtély azt is mondta Gambitnek, hogy eljött az idő a következő lépésre.
Egy visszaemlékezésből kiderült, hogy Rejtély Vadóc halálos érintését használta, hogy megölje Sinistert. A jelenben elmagyarázta, hogy minden, amit csak Gambit és ő tett, végig ehhez a pillanathoz vezetett, ahogy Sors is megjósolta. Rejtély hozzáérintette a gyerek arcát Vadócéhoz abban a reményben, hogy a feláldozásával megmentheti a lányt. Egy energiakisülést követően Gambit magához ragadta a gyereket mondván, Vadóc sosem hagyná, hogy ártatlan életet feláldozzanak a sajátja érdekében. Ám a gyerek sértetlen maradt Vadóc érintését követően. Gambit átadta Xaviernek, és kijelentette, hogy Vadóccal szeretne maradni. Nem sokkal később Vadóc magához tért, és megpróbálta megölni Rejtélyt. Ám valahogy a gyerek meggyógyította a halálos érintését, és eltörölte az összes elme hatását, amit valaha is magába szívott. Így csak egyetlen idegen emlék maradt benne: Rejtélyé. Azt kérte Gambittől, hogy hagyja egy kicsit magára, és ha még jelent a számára valamit, akkor ne kövesse.

### A Divided We Stand történet
Az X-Men: Divided We Stand ciklusban Gambit az X-Men: Legacy füzetekben tért vissza. Híreket hallott, hogy a New Orleans-i Bérgyilkosok Céhét megkeresték, hogy öljék meg Charles Xaviert. Felkutatta Xaviert, és megmentette a közelgő veszélytől. Sikerült megelőznie a támadókat, és gyorsan végzett velük, mielőtt maga Xavier is a helyszínre érkezett. Gambit talált a haramiáknál egy listát, ami alapján megállapították, kikkel kellett volna végezniük a bérgyilkosoknak. A listán szerepelt Buldózer, Sebastian Shaw és Carter Ryking, alias Hazárd. Xaviernek sikerült mentális kapcsolatot létrehozni önmaga, Buldózer és Ryking között, ám Shaw-val nem. Felkeresték Rykinget, akit egy elmegyógyintézetben tartottak, ám pont egy nappal az érkezésük előtt agyvérzésben meghalt.
Gambit és Xavier ezután az alamogordoi Nukleáris Kutatóállomásra ment. Arra a helyre, ahol Xavier, Buldózer és Ryking apja is dolgozott életük valamely szakaszán. Ez volt a legvalószínűbb a hely, ahonnét Mister Sinister irányíthatta az X-Gén műveleteket. Ám az odavezető úton Xavierre szörnyű fejfájás tört, ezért Gambittel úgy döntöttek, hogy a környező sivatagban várnak néhány órát, míg elmúlik. Ekkor a Bérgyilkosok Céhe újabb támadást indított ellenük. Charles Xaviert elrabolták, és az alamogordoi intézetbe vitték. Itt megtudhattuk, hogy a bérgyilkosok megbízója Amanda Mueller volt, a Fekete Anyaméh Projekt vezetője, Mister Sinister korábbi bizalmasa és szeretője. (Valamint a Summers vérvonal egyenes ági felmenője.) A terve az volt, hogy Charles segítségével aktiválja Sinister Cronus gépezetét, hogy képes legyen megfiatalítani magát Essex saját szuperszerével. Ezalatt Gambit legyőzte a maradék bérgyilkost Sebastian Shaw segítségével, és ideiglenesen kényszerű szövetséget kötöttek, hogy elpusztítsák a Cronus gépezetet, ami Shaw számára is kockázatot jelentett, és megmentsék Xaviert. Az utolsó pillanatban végül sikerrel jártak egy elkeseredett dupla vagy semmi tervvel, amikor Gambit közvetlenül Shaw-t töltötte fel bio-kinetikus energiával. Ezáltal elég erőt adott neki, hogy szétzúzza az amúgy sebezhetetlen gépezetet.

## Képességei
Gambit egy mutáns a Marvel Comics világában. Legfontosabb mutáns képessége, hogy képes feltölteni az anyagot, legyen akár szerves, akár szervetlen, instabil kinetikus energiával. Ennek eredményeként a feltöltött tárgy becsapódáskor vagy bizonyos meghatározott idő után robbanásszerűen kisugározza a benne tárolt töltést.
Gambit képzett kártyahajító figyelemre méltó pontossággal, továbbá jártas a tolvajlás tudományában is. Jellegzetes trükkje, hogy egyenként feltöltött kártyalapokat hajít a célpontja felé, melyek ezáltal halálos lövedékekké válnak. Kalandjai során azonban sokkal szélesebb repertoárt mutatott be képessége találékony felhasználásából. Például a rágógumijának feltöltése, miközben meg volt kötözve, vagy egy szoba padlójának feltöltése, amely nagy erővel felrobbant, amint rálépett valaki. A kártyáin kívül gyakran hord dobókéseket és tüskéket, amiket képességével felerősítve szintén felhasználhat.
Gambit teste egy élő bio-kinetikus generátor, emiatt a testi tulajdonságai is alkalmazkodtak az állandó mozgáshoz. A mutáció következtében a fizikai képességei (sebessége, reakcióideje, állóképessége, fürgesége, hajlékonysága, kézügyessége és egyensúlyérzéke) az emberi teljesítőképesség határáig fejlődtek. Képessége egyik mellékhatásaként egyfajta statikus interferencia veszi körül, ami immunissá teszi a telepatikus fürkészés ellen. Ereje teljében ez az állandóan körülötte levő bio-kinetikus aura odáig erősödött, hogy képes volt semlegesíteni minden mutáns képességet, aminek használatához meg kellett érinteni a testét. Ez lehetővé tette, hogy közvetlen fizikai érintkezésbe kerüljön Vadóccal, és végre beteljesíthessék romantikus kapcsolatukat.
Gambit finom, hipnotikus vonzerővel bír. Képes rávenni az embereket, hogy elhiggyék, amit mond, és teljesítsék kívánságait, bár néhány elme immunisnak bizonyult e hatás ellen. Állítások szerint a bűbája csak akkor működik, ha a másik ember nem tud a létezéséről. A Marvel kézikönyvek azt feltételezik, hogy Gambit ezt a képességét a célszemély agysejtjeinek bio-kinetikus manipulálásával képes elérni.
Gambit általában egy igen hajlékony páncélmellényt visel, kedvenc fegyvere pedig - a kártyalapok mellett - egy teleszkópos bot. Alapos képzést kapott a harcművészetekben, különösen a francia-box (más néven savate) területén, de ismeri az utcai harcos fogásokat is. Ehhez hozzáadva testi adottságait, a Tolvajok Céhében nyert kiképzését és természetes mutáns képességeit, emberfeletti harcos vált belőle.
Fiatal korában Gambit képes volt uralni mindenféle kinetikus energiát, a látóterébe kerülő anyagokat már a puszta gondolatával képes volt feltölteni. Mivel azonban képtelen volt kordában tartani ezt a képességét, (állítólag egy ízben az elszabadult képessége egy emberekkel teli színházban okozott véres mészárlást) Mister Sinisterhez fordult segítségért. Sinister kimetszett az agytörzséből egy területet, amely a mutáns képességéért felelt. Később, visszament az időben a viktoriánus Angliába, ahol Sinister egy műtéttel visszaültette a szürkeállománya ezen részét, visszaállítva képességeinek teljes potenciálját. Ennek segítségével Gambit képes volt visszautazni a jelenbe, (az egész testét élő energiává változtatta, és egyesült az időfolyam saját mozgási energiájával) ahol kiégette a teljes energiatartalékát az Új Nap elleni harcban. Sage azonban kétszer is visszaállította a képességeit. Első ízben, amikor az X-trém Ítéletvégrehajtók (X-treme Sanctions Executive) újra csatlakoztak az X-Menhez. Másodszor, amikor segített meggyógyítani vakságát. Később kiderült, hogy Gambit képes feltölteni a szerves és az idegen befolyás alatt álló anyagokat is. Ezt láthattuk, amikor közvetlenül feltöltötte a kinetikus energia elnyelésére képes Sebastian Shaw testét, hogy az elpusztíthassa Mister Sinister Cronus gépezetét.
Átmeneti vaksága alatt Gambit képes volt a jövőbe pillantani a kártyalapjai segítségével.
Sage valószínűleg a benne szunnyadó mutáns képességek mélyebb kiaknázásával segített visszanyernie a látását, aminek segítségével Gambit képessé vált saját testének gyógyítására (sejtjeinek bio-kinetikus stimulálásával). E képességnek korábban is birtokában volt. (Ezt láthattuk, amikor a Vadászjátékban mellbe döfték egy dárdával.) Látása visszaállítása óta azonban nem használta ezt a képességét.
A Halál Lovasaként Gambit képes volt ártalmatlan anyagokat mérgezővé alakítani, például a belélegezhető levegőt mérgező gázzá változtatni. Ezen kívül képes volt betegségek és kórokozók elfogyasztására, Pestis (Polaris) képességéhez hasonlóan. A Halálként elsajátított képességeit azonban a Martalócok soraiban történő felbukkanása óta egyszer sem használta.
Gambit számos nyelven beszél folyékonyan, de főleg az angolt és a cajun franciát használja.
Gambit hírhedt csábító és szoknyavadász. Jean Grey egyszer azt mondta róla: "Be kell ismerni, bármilyen bosszantó és arrogáns alak is Gambit, azok a szemek, az a mosoly, az a test könnyen leveszi a nőket a lábukról."

## Egyéb változatai
Az elsődleges megjelenésén kívül, amit a Marvel világának fő cselekményéből megismerhettünk, Gambit számos párhuzamos valóságban, történetfolyamban is szerepelt.
|  | Alább a cselekmény részletei következnek! |

### Apokalipszis Kora
Az Age of Apocalypse történetben is tagja Gambit az X-Mennek, és itt is szerelmes Vadócba. Magneto egyik legközelebbi barátja. Vadóc azonban Magnetot választja Gambit helyett. Gambit ekkor kilép az X-Menből, és visszatér a Tolvajok Céhébe.
Egy történetben elvállalta az M'Kraan Kristály egy szilánkjának ellopását, amit végül úgy sikerült megszereznie, hogy cserébe feláldozta Vadóc iránt érzett szeretetét.
Az Apokalipszis Korában egy küldetés során Gambit végezni kényszerül Kolosszussal a küldetés sikerének érdekében.
Apokalipszis halálát követően ismét beáll az X-Menek közé.

### Bishop jövője
A jövőbeli idősíkon, amely Bishop otthona (az ún. Föld-1191), egy X-Áruló nevű lény kiirtotta az összes X-Ment 1996-ban. Ám egy túlélő életben maradt, akit Tanúnak neveztek. Cajun akcentussal beszélt, és hosszú ősz haja volt. Bishop és a Tanú között meglehetősen ellenséges viszony alakult ki. Amikor Bishop visszatért a múltba felismerte Gambitet, hogy ő a jövőben a Tanú.
Később kiderült, hogy eközben a Tanú boldogan éldegélt New Orleansban, már ebben az időben is ugyanúgy nézett ki, mint ahogy Bishop 80 év múlva meg fogja ismerni. Gambithez csak annyi köze van, hogy találkozott a fiatal Remy LeBeauval. A Tanú az idők során történt nagy összecsapások ereklyéit gyűjti. (A rajongók megfigyelhették, hogy nála volt, többek között Amerika Kapitány pajzsának egy darabja, a Legnagyobb Amerikai Hős páncélja és Végzet Jobb Keze Pokolfajzattól). A Tanú azt állította, hogy ő egy időn kívüli teremtmény, aki egyszerre képes látni minden eseményt minden időben.

### Számkivetettek/X-Fegyver
A Számkivetettek (Exiles) valóságában (Föld-371) Gambit volt a könyörtelen X-Fegyver csoport vezetője, miután leváltotta Kardfogút. Először az Exiles 23. számában tűnt fel, amikor az X-Fegyvernek együtt kellett működnie Vasemberrel, aki ebben a valóságban a Föld elnyomó királya, hogy elpusztítsák az Emberteleneket (Inhumans). Miután sikerrel jártak, továbbálltak a következő valóságba.
Az Exiles 38. részétől egy másik valóságban utazik az X-Fegyverrel. Itt Gambit és Vihar társak voltak. (Más valóságban pedig házasok.) Vihar azonban meghalt és Hiperion vette át a helyét. Ebben a küldetésben az X-Fegyver feladata az utolsó tíz életben maradt mutáns megölése volt. Hiperion ebben a valóságban gonosz, és ennek a Földnek az uralkodója akart lenni. Hiperiont meg kellett állítania az X-Fegyvernek. A csatában Hiperion lelőtte Gambit egyik karját, akinek a Morlockok csatornáiba kellett menekülnie. Hiperion pedig lemészárolta az X-Fegyver csapat legtöbb tagját. Később a Számkivetettek is megjelentek, hogy megküzdjenek az X-Fegyverrel és Hiperionnal. Hiperion és a gonosz Ms. Marvel sok taggal végzett a Számkivetettek közül, amikor Gambit látszólag megölte Hiperiont. Ám a végzetes robbanásban ő is meghalt. Hiperion felélesztette magát, Gambitet pedig hazavitték a saját valóságába, és eltemették.

### Az Új Számkivetettek
Az Új Számkivetettek (New Exiles) sorozatban egész más Gambitet ismerhetünk meg. Itt is Remynek hívják, itt is szereti Vadócot, néha még a cajun akcentusa is előbukkan, ám itt a fekete Namor és Sue Storm fia. Négy testvére is van, képes a víz alatt is lélegezni, mint az apja, és erőtereket generálni, mint az anyja.

### Mutánsvilág
Ebben a történetben Gambitnek csak rövid epizódszerep jut. Egy tolvaj, akit elcsíp Carol Danvers.

### Marvel Zombies
A zombivá vált Gambit ebben a történetben egyike a sok szuperképességű zombinak, akik Fátum Doktor kastélyát ostromolják, hogy elérjék a benne lakó túlélőket.
A Marvel Zombies 3. számában Gambit zombitársaival az Ezüst Utazót próbálja megölni és felfalni. Gambit csúfos véget ér, ahogy keresztüllövik a mellkasát, és lecsapják a fejét.

### Mutant X
A Mutant X univerzumban Gambit súlyos balesetet szenved, amikor megpróbálja megmenteni mostohalányát.
Vérvihar is vele tartott, akit Gambit megkér, hogy változtassa vámpírrá, hogy ne kelljen meghalnia. Vérvihar kelletlenül beleegyezik, így Gambit atyjává válik. Gambit nagyon keserű 'életet' él, a nőt okolja az állapotáért, és elhagyja.
Visszatér a Tolvajok Céhébe. Mivel a szemei természetes állapotban is vörösek voltak, senki nem veszi észre, hogy vámpírrá vált, így igen könnyen be tudott olvadni.
Később be kellett állnia Plazma csapatába Vérviharral, ahol egy szérumot kaptak, ami részlegesen kigyógyította őket a vámpír átokból. Csökkent a vérszomjuk, és képesek lettek napfényben is járni.
Gambit azonban nem bizonyult túlságosan hálásnak. Egy alkalommal, amikor a csapat veszélybe került a Koboldkirálynő csapatai, Drakula gróf és a Túlontúli egyesített erői ellen, ellopta a csapat repülőgépét, és elmenekült a helyszínről fogadott lányával, Ravennel. Soha nem látták többet.

### Az Új Gyermek (Új Nap)
Az 1999-es Gambit minisorozatban szereplő valóságban (Föld-9923) Gambit neve Új Gyermek (Új Nap). Ezen a Földön Gambit kinetikus energiái kicsúsztak az irányítása alól, felégette az egész világot, és megölt mindenkit. Ennek hatására az Új Nap a dimenziókat járja, és megöli minden alteregóját, nehogy elkövessék ugyanazt a hibát, amit ő. Az Új Nap képessége nem korlátozódik a szervetlen anyagokra, képes az anyag-energia konverzióra szubatomi szinten, a célpontja csak elpárolog a semmibe. Képes az időutazásra, aurája segítségével repülni is tud, valamint az anyagot képes teleportálni mind térben, mind időben. Bio-kinetikus energiájával a saját testét is nagyban meg tudja erősíteni.
Ebben a valóságban soha nem volt tagja a Tolvajok Céhének, a neve sem "Remy LeBeau", és egész életében birtokolta képességének teljes erejét. Az Új Nap egyes spekulációk szerint Omega-szintű mutáns volt.

### Ultimate Gambit
Az Ultimate univerzumban Remy LeBeau egy cajun tolvaj, hasonlóan az eredeti változatához. Egy visszaemlékezésből megtudhatjuk, hogy az apja gyakran bántalmazta. Egy tolvaj nevelte fel, aki megtanította a szakmájára is. Kapcsolatára Mister Sinisterrel nincs közvetlen bizonyíték, de utaltak rá az egyik visszaemlékezésben, amikor láthatjuk, hogy az apja szemei vörösek.
Charles Xavier felajánlotta neki, hogy csatlakozzon az X-Menhez, de ő ezt visszautasította. Helyette végül a Fenris testvéreknek dolgozott, akik mutáns világuralomra törtek az üzleti szféra segítségével. Gambitet főként ipari kémkedéssel bízták meg. A magas fizetésen kívül taníttatták is, eltüntették a cajun akcentusát, és segítettek neki megtanulni kordában tartani a képességét is.
Egy alkalommal ismét az X-Menbe botlott, amikor Coney Islanden volt bevetésen, hogy besorozza Vadócot a Fenris testvérek vállalatába. Ehhez távol kellett tartania a lányt az X-Mentől, és le kellett győznie a teljes csapatot. Gambit kihasználta, hogy az X-Men egyetlen ártatlan áldozatot sem akart. Először ledöntötte a közeli óriáskereket, ezzel kivonta a csapat legtöbb tagját a harcból. (Mivel tudta, hogy sokan az emberek megmentésére fognak sietni.) Majd megfenyegette Rozsomákot, hogy felrobbantja az adamantium csontvázát, aminek szilánkjai rengeteg emberrel fognak végezni. A hezitáló Rozsomák arcába tolta a botját, és felrobbantotta a szájában. Ezzel elég időt nyert, hogy leléphessen Vadóccal.
A Fenris testvérek nagyon örültek Vadócnak. Ideális ügynöknek tekintették, mivel képességével hozzá tudott férni mások emlékeihez (például a rivális ügyfelekéhez). Vadóc azonban nem kívánt részt venni az ilyen piszkos játékokban. Ez nagyon felmérgesítette az ikreket. Gambitnek közbe kellett lépnie, hogy legyőzzék őket, és segítsen Vadócnak elmenekülni.
Rozsomák időközben felépült, és nyomozni kezdett Gambit után. Amikor sikerült elkapnia, a puszta öklével félholtra verte (a karmait nem használhatta, mivel a szervetlen anyaggal nem mert Gambithez érni, nehogy az feltöltse, és felrobbantsa). Egyedül Vadócnak sikerült megakadályozni, hogy Rozsomák végezzen vele.
Egy Buldózer elleni csata során Gambit halálos sérülést szenvedett. Vadóc ekkor egy utolsó csókkal magába szívta minden képességét, és emlékét, hogy benne éljen tovább a férfi. Az Ultimate X-men Annual 2. számában Gambit képességei végleg eltűntek Vadócból.

### X-Men: A Vég
Az X-Men: The End minisorozat Heroes and Martyrs epizódjában megtudhattuk, hogy Gambit Mister Sinister egy klónja volt, amit Sinister egy mutálódás előtti sejtjéből készített. Mivel Sinister el akarta pusztítani az urát, Apokalipszist, szüksége volt egy olyan testre, amiben még nincs nyoma az Apokaliszpis által megváltoztatott mutációnak. Ezután maga adott mutáns képességeket a klónnak Küklopsz DNS-ét felhasználva. Apokalipszis azonban megtudta, mit tervez Sinister, és elvette tőle az újszülött klónt, akit átadott a Tolvajok Céhének, hogy neveljék fel ők.

### X-Men Noir
Az X-Men Noir sorozatban Remy LeBeau a tulajdonosa a Creole Club mulatónak és játékteremnek. Valamint ő az egyik besúgója Thomas Callowaynek, aki Angyal néven a Hírharsona egyik riportere és titokban magánnyomozó. (Ő nem más, mint magának az Angyalnak a megtestesülése ebben a világban.)

## Képregényeken kívüli megjelenései

### Rajzfilmek

#### Marvel rajzfilmek
- Gambit egyike volt az X-Men rajzfilmsorozat szereplőinek a '90-es években. Az egyik részben megjelent az időutazó Bishop is, aki Gambitet vádolta Robert Kelly szenátor meggyilkolásával. Később kiderült, hogy a tettes az alakváltó Rejtély volt Gambit alakjában. Ez az epizód egyértelműen a képregény füzetek Days of Future Past című történetszála alapján készült, (melyben Kitty Pride jövőbeli alteregója tér vissza az időben, hogy megakadályozza a Kelly szenátor elleni merényletet), egészen az Onslaught történetek kibontakozásáig, (melyben Bishop Gambitet nevezi meg az X-Men árulójaként). Egy másik epizódban megismerhetjük Gambit múltját a Tolvajok Céhében, és kapcsolatát Bella Donnával. A rajzfilmsorozatban is kedveli Vadócot, de sosem jutnak messzebb egy csóknál, mely hatására Vadóc el is szívja képességeit.
- Mellékszereplőként megjelent a Pókember rajzfilmsorozatban is, ahol a 2. szezon 4-5. részeiben szerepelt a többi X-Mennel együtt.

#### X-Men: Evolution
- Az X-Men: Evolution c. rajzfilmsorozatban Magneto oldalán jelent meg néhány epizód erejéig. Gambit ezen változata meglehetős szabadsággal kezeli az eredeti karaktert, valamint annak származását. Eredetileg csak egy rövid flört erejéig került volna kapcsolatba Vadóccal - utalva a képregényekre -, ám a rajongói nyomás hatására a készítők nagyobb mélységet adtak ennek. A sorozat vége felé, az egyik részben Gambit elrabolja Vadócot, hogy rávegye, segítsen megmenteni nevelőapját, Jean-Lucöt, akit a Hasfelmetszők (a Bérgyilkosok Céhének rajzfilmbeli, finomított változata) ejtettek foglyul. Gambit azonban egyre inkább félteni kezdi Vadócot, amikor észreveszi, hogy Jean-Lucöt mennyire lenyűgözi a nő képessége. Végül barátokként válnak el. Gambit érzései jeleként még kedvenc kártyalapját, a kőr dámát is nekiadja.
- Ebben a sorozatban Gambit normális szemekkel jelent meg (fehér szemek fekete szembogárral), csak később változtatták meg képregénybeli kinézetére (fekete szemek vörös szembogárral).
- Gambit itt is megcsókolta Vadócot, amikor a nőt megszállta Mesmero a harmadik szezon záróepizódjában.
- Egy fényképen látható, hogy Gambit az X-Men új tagja. Olyan ismerős tagokkal szerepel a képen, mint Kolosszus, az Angyal, Bumm-Bumm, vagy X-23. A karját Vadóc köré fonja, ami szintén bimbózó kapcsolatukra utal.
- Az egyik epizódban Remy elárulja, hogy a kedvenc kártyalapja a kőr dáma, holott a '90-es években futó rajzfilmsorozatból és a képregényekből úgy tudhatjuk, hogy a kedvenc lapja a pikk ász.

#### Rozsomák és az X-Men
- Gambit a Wolverine and the X-Men rajzfilmsorozatban a Thieves Gambit c. epizódban tűnik fel először. Kezdetben szabadúszó tolvajként szerepel, aki ellopott egy mutáns képességeket elnyomó nyakörvet, amit Forge talált fel, és eladta Zane-nek és Bolivar Trasknek, hogy az Őrrobot Programban hasznosítsa. Később az Aces and Eights c. epizódban láthatjuk, ahol megpróbálja ellopni Magneto sisakját. A korábbi sorozatokhoz hasonlóan itt is erős cajun akcentussal beszél, és a szokásos páncélmellényét és hosszú kabátját viseli.

#### Anime
- A Rurouni Kenshin c. anime sorozatban Jin-e, a Fejvadász alakja Gambit karakterén alapszik. Shinomori Aoshi kabátja és rövid kardjai (kodachi) Gambit harci botjára hasonlítanak.

### Videójátékok
- Gambit először a Spider-Man/X-Men: Arcade's Revenge c. Super Nintendo játékban tűnt fel.
- Az X-Men és X-Men 2: Clone Wars c. Sega Genesis játékokban játszható karakterként szerepelt.
- Az X-Men: Mutant Apocalypse c. Super Nintendo játékban szintén játszható karakter.
- Gambit szerepelt néhány játékban a Marvel vs. Capcom sorozatban, ahol ugyanaz a színész volt a hangja, mint a '90-es évek rajzfilmsorozataiban.
- Mindkét X-Men: Mutant Academy játékban látható.
- Játszható karakter az X-Men: Next Dimension, X-Men Legends és X-Men Legends II: Rise of the Apocalypse c. számítógépes játékokban.
- Gambit volt az egyik X-Men, akit Fátum Doktor megölt a Marvel: Ultimate Alliance c. játék egyik átvezető videójában.

### Filmek
- Az X-Men 2 c. filmben többek között Gambit neve is látható volt a képernyőn, amikor Rejtély feltörte William Stryker rendszerét, hogy információkat szerezzen a mutánsokról. James Bamford kaszkadőrnek volt egy rövid jelenete a filmben Gambitként, ám ezt a jelenetet végül kivágták a végleges változatból.[30]
- Egy korai, kiszi várgott forgatókönyv szerint tervben volt, hogy mellékszereplőként Gambit is meg fog jelenni az X-Men: Az ellenállás vége c. filmben. Josh Holloway kapta az ajánlatot, ám ő visszautasította, mivel túlságosan is hasonlított a karakter arra, mint amilyet az ekkor futó Lost filmsorozatban is játszott. Egy interjúban Lauren Shuler Donner producer elmondta, hogy Channing Tatum[31] és James Franco is jelentkezett a szerepre, mielőtt törölték. A Wizard magazinban olvasható interjú szerint Gregory 'The Hurricane' Helms, hivatásos WWE pankrátor is indult volna a szerepért, mielőtt a készítők törölték.[32] A film audiokommentárja szerint a karakter eredetileg a rabszállítós jelenetben szerepelt volna. A rendező elmondása alapján komoly szándék volt Gambit megjelenítésére, azonban túl kis szerep lett volna egy ilyen népszerű karakter számára.
- Chris Claremont X-Men 2. képregény átiratában, Gambit az egyik mutáns, akit szenvedni láthatunk a Sötét Cerebro hatására. Épp egy New Orleans-i bárban kártyázik, amikor hirtelen összeesik a gép hatására, és felrobbant egy asztalt. Az X-Men: Az Ellenállás Vége képregény változatában ő az X-Men iskola egyik új tanulója, akit Rozsomák képez olyan ismert figurákkal, mint Ágyúgolyó, Danielle Moonstar és Sage.
- A Friday Night Lights-ból ismert Taylor Kitsch játssza Gambitet Gavin Hood rendező új filmjében, melynek (angol) címe X-Men Origins: Wolverine.[33]

### Játékok
Gambitnek első képregénybeli megjelenése óta rengeteg akciófigurája jelent meg. Az elsőt a képregénybeli megjelenését követő egy éven belül adták ki.
- Az első figurát a Toy Biz kiadó X-Men sorozatában adták ki 1992-ben. Levehető műanyag köpenye és botja volt, valamint rúgó mozdulatot tett a hátán található gomb lenyomására. Később a figurát újra kiadták az első X-Men Classics sorozatban.
- A második Gambit figura sokkal szebb kialakítást kapott. Ennek nem lehetett leszerelni a köpenyét. A füzetekből jól ismert bot volt nála, és az akció mozdulatával kártyahajítást imitált. Ez a változat megjelent az eredeti X-Men ruhákhoz hasonló, kék-sárga egyenruhával is.
- Megjelent az X-Men Robot Fighters sorozatban is, ami a különböző karaktereket jelenített meg az edzőteremben. Ennek a változatnak nem volt sem köpenye, sem botja, de járt hozzá egy robot, ami ellen harcolhatott.
- Szerepelt az X-Men Power Slammers sorozatban is, ahol Siár páncélt viselt a Trial of Gambit történethez hasonlóan.
- Megjelent egy exkluzív kiadásban is az X-Men Strike Team készletben, amit a BJ's Wholesale adott ki. Ebben az összes X-Men karakter a klasszikus kék-sárga uniformist viseli.
- Kiadtak egy Gambit figurát az X-Men vs. Street Fighter sorozatban is két változatban. Az eredeti változat a második figurához hasonlított, csak új fejet kapott. Rugós karja volt, amivel kártyákat lehetett eldobni, ha hátrahúzzuk, és elengedjük. A másik változat a karakter "2. Játékos" színeiben jelent meg kék köpennyel.
- Szerepel a Marvel Legends kiadásban, a 4. sorozatban valamint az X-Men legendák gyűjtőkiadásban jelent meg. (Itt szövet helyett bőrköpenye van.)
- Megjelent a Marvel Super Hero Squad sorozatban is, egy kétdarabos kiadásban Vadóccal, valamint X-Men Unite név alatt egy négydarabos kiadásban Rozsomákkal, Árnyékkal és Buldózerrel.